# Az elveszett kristály nyomában
Az elveszett kristály nyomában (eredeti cím: Back to Gaya) 2004-ben bemutatott, angol-német-spanyol koprodukcióban készült animációs film.
Az USA-beli és a Nagy-Britanniai forgalmazás a Boo, Zino & the Snurks címet adta a filmnek.
Bemutató: 2004. március 18. (Németország)

## Cselekménye
|  | Alább a cselekmény részletei következnek! |

Egy szőke kisfiú Back to Gaya (=a film címe, magyarul: Az elveszett kristály nyomában) feliratú pólóban rajzfilmet néz a tévében.
A történet középpontjában egy dalamit-nak nevezett kristály áll, ami mintha egy virág kelyhe fölött lebegne, fénnyel árasztja el a környéket, ahol éppen autóversenyt rendeznek a gajánok, Gaya lakói (akik füle szőrös, méretes és oldalirányba áll).
Bú, a feltaláló legújabb találmányát, a többfunkciós csúzlit mutatja barátjának, Zinónak, aki a „hagyományos” hős, a versenyt is bizonyára ő fogja megnyerni. Bú véletlenül az induláskor a versenyautóhoz kapcsolódik, ami magával rántja. A versenybe (szabálytalanul) három snurki is bekapcsolódik. Ők a gajánok köreiben kevésbé népszerűek, mivel szokásuk szerint most is csalással akarnak nyerni. Egyikük egy szögekkel kivert akadályt helyez el az úton, ahol reményeik szerint Zino autója fog először áthaladni, azonban nem Zino az áldozat és később megnyeri a versenyt. A versenyen Alanta is elindul, a polgármester lánya (apja tudta nélkül – mivel a verseny túl veszélyes úrihölgyek számára).
Egy földlakó gonosz tudós az általa kitalált proton-plazma átalakítóval légörvényt kelt, ami felszippantja a fényt adó kristályt, így Gaya világa sötétségbe borul.
A kép egy őszes hajú férfit mutat felülnézetből (ő Albert, az író), aki a „Bú és Zino kalandjai” 234. részét akarja megírni, de nem jut eszébe semmi. Egyszer csak telefonhívást kap a gonosz tudóstól, aki közli vele, végső célja az, hogy a dalamit energiájával lerombolja Gaya világát, és hogy Albert az élete végéig a tönkretett Gayán fog élni.
A snurkik szeretnének hősök lenni, ezért felmásznak a kristályhoz és egyikük, Galagonya meg is fogja, azonban az örvény felszippantja őket. Zino és Bú utánuk ugrik, továbbá a polgármester lánya, Alanta is.
Bú és Zino egy földi sikátorban érnek földet, ami számukra „az óriások földje”, mivel a gajánok magassága 10–05 cm. Itt egy szemeteskonténerben turkáló hajléktalannal találkoznak és hamarosan elmenekülnek előle. A három snurki a kisfiú tévéjéből pottyan ki, aki üldözni kezdi őket egy baseball ütővel, mivel tudja, hogy „a snurkik rosszak”. Eközben a gonosz tudós egy készülékkel a dalamit-kristály helyét szeretné megtalálni, ezért egy zöld személyautóval a kihalt utcákon cirkál. Majdnem elkapja Bút és Zinót egy szákkal, de ők kibújnak alóla és egy lebontás alatt álló épületbe szaladnak, amibe hamarosan egy hatalmas fémgolyó ütközik, ezért innen menniük kell. Alanta egy játékboltba érkezik, ahol egy játék sárkányrepülővel az ablakhoz repül, majd kötéllel leereszkedik.
A „Szuzi” büfében a tulajdonosnő és társa a tévét nézik. A hírekben apró, fura lényeket említenek, amiket a városban látott valaki. Bú és Zino egy reklámléggömbbe kapaszkodva sodródnak a levegőben és csodálkoznak a tárgyak méretein. Amikor meghallják lentről Alanta hangját, Zino kiszúrja a léggömböt, hogy minél hamarabb földet érjenek és megmenthessék.
A snurkik a „Szuzi” büféhez keverednek, és betérnek, mivel éhesek. Szuzi, a tulajnő most is a tévét nézi, ahol 50 csatorna ugyanazzal a hírrel van tele: apró lényeket láttak mindenfelé (a tévé képeket is mutat, amik meglepően hasonlóak a snurkikhoz).  Szuzi látszólag szívélyesen fogadja és ingyen itallal kínálja őket, ami azonban erősen bódítónak bizonyul, a snurkik egy ketrecben térnek magukhoz. Szuzi anyagi felemelkedést vár az elfogásuktól.
Bú és Zino a csatornában találják meg Alantát, ahol patkányok hosszasan üldözik őket, majd egy aligátor majdnem bekapja mindhármukat, de Bú csúzlijával kiszabadulnak a szorult helyzetből.
Szuzi az étlapból kivágott betűkből azt a szöveget rakja ki: „Nálunk vannak a snurkik, fizessetek 1 000 000 dollárt.” A nyomaték kedvéért egyikük valamely testrészét le akarja vágni, ezért Bambát lekötözik.
Bú, Zino és Alanta a csatornából kirepülve egy homokkupacra érkeznek, a „Szuzi” büfé közelében, ahol észrevesznek két snurkit a ketrecben (a harmadikukat Szuzi már megkötözte). Ki kell szabadítaniuk őket, mivel a dalamit miatt jöttek ide, és az a snurkiknál van. A gusztustalan vécén keresztül bejutnak a büfébe, ahol előbb a ketrecben lévő két snurkit szabadítják ki (a dalamitért cserébe), majd lekötözött társukat. Szuzit alaposan megtréfálják.
Kis nézeteltérés után arról, hogy ki vezeti a csapatot, egy tévéboltot találnak, ami alkalmasnak látszik arra, hogy visszajussanak Gayára.
A tévében újból megemlítik, hogy apró emberkéket láttak a városban (a hajléktalan nyilatkozik a tévének), majd a „Gaya tv”-ben a polgármester Bú és Zinó segítségét kéri, illetve azt, hogy térjenek vissza Gayára. A tévések a sorozat íróját, Albertet is megszólaltatják, aki a William Drive 287 alatt lakik. Albertről úgy beszélnek, mint Bú és Zino „teremtőjéről”. Bú úgy gondolja, hogy fel kell keresniük a „teremtőjüket”. Taxival elmennek a megadott címre. A taxis azt hiszi, hogy túl sok műszakot vállalt, amikor megérkezés után eltűnnek az utasai.
A gonosz tudós követi őket. Megérkezve a házhoz, felmásznak, és a nyitott ablakon jutnak be. Bú és Zino megdöbbennek a saját, életnagyságú szobraik látványától.
„Teremtőjük” (aki ugyanúgy meglepődik tőlük, mint ők) azt próbálja magyarázni nekik, hogy ők valójában nem léteznek, mivel ő maga találta ki őket. Bú Descartes érvelésével azt mondja neki: „Gondolkodom, tehát vagyok”, Alanta pedig Albert sípcsontjába rúg, ami szintén nem lehet „igazi”, ha ő, Alanta nem létezik. A szabad akarat kérdése is felmerül. A gajánokat elsősorban az érdekli, hogyan tudnának visszajutni Gayára, Albertnek azonban erre nincs ötlete, bár elengedhetetlenül szükségesnek tartja, hogy hősei a következő részben is szerepeljenek. Ekkor megérkezik a gonosz tudós, elveszi tőlük a dalamitjukat, és előbb Albertet, majd a snurkikat, végül Alentát is elkábítja egy fényes sugárral és elrabolja őket. Azt hiszi, hogy Bú és Zinó a sugártól kiestek a nyitott ablakon, és ők hevernek a földön élettelenül. Bú és Zino azonban a szobrokat állították oda maguk helyett, így azokat kapták a végzetes sugarat.
Bú és Zino az Albert szobájában látott merev de mozgatható szárnyú repülővel követik a gonosz tudós kocsiját. Egy elhagyott ipartelep fölé érkeznek, ahol a gépük kigyullad és lezuhan, de ők még időben kiugranak belőle.
Albertnek azért kell végignéznie a tervezett pusztítást, mert az ő sorozata miatt szüntették meg a később gonosszá vált tudós műsorát. Azonban a gajánok kiszabadulnak, és kiveszik a dalamitot a gépből, így az működésképtelenné válik. Üldözés és harc kezdődik, amiben a tudós egy más világból áttranszportált robotot használ fel, aminek belsejébe bele tud ülni. A tudós a robottal együtt a mélybe zuhan, azonban nem hal meg, visszaszerzi a kristályt, és  a snurkikat és a gajánokat (Bú kivételével) egy energiaketrecbe zárja. A tudós egy újabb fegyvert aktivál, ami piros sugarat lő ki, Bú azonban törött üvegeket felhasználva visszairányítja rá a sugarat, ami a tudóst egy lávabolygóra repíti (ahonnan az a lávát a Földre akarta áthozni).
A visszaindulás előtt Bú azt mondja, hogy nem akar visszamenni Gayára, mert ott nem volt „szabad akarat”-a, hiszen minden mozdulatát (és még a gondolatait is) Albert találta ki. A Földön viszont önmagára van utalva, tehát inkább itt marad. A csapat a szerkezet köré gyűlik, amit Bú beindít. Amikor már a levegőben repülnek, Zino a csúzlival megcélozza a dalamitot (mivel azt magukkal kell vinniük). Véletlenül, vagy szándékosan, de elvéti a célt. Búnak kell közbeavatkoznia, különben dalamit nem kerülne vissza Gayára. Amint megfogja a dalamitot, ő is felrepül az örvénnyel.
A csapat egyszerre érkezik meg a Gayára. Bú zuhanás közben a megfelelő helyre illeszti a dalamitot, ami a „virágkelyhek” fölött lebegve eloszlatja a viharfelhőket és fénnyel áraszt el mindent.
A polgármester igen örül, hogy lánya, Alanta előkerült, és amikor felszólítja, hogy „jutalmul csókolja meg a hőst”, Alanta nem Zinóra, hanem Jackie-re néz és megpuszilja, ami felháborodást kelt az apjában és az ablakokban álló gajánokban is. Amikor azonban a polgármester el akarja fogatni Jackie-t, az egész csapat a védelmére kel. Végül a csapat minden tagja (a snurkik is) kitüntetést kapnak a hősiességükért.
|  | Itt a vége a cselekmény részletezésének! |

## Szereposztás
| szerep                    | magyar hang           |
| ------------------------- | --------------------- |
| Galagonya                 | Bede-Fazekas Szabolcs |
| Bamba                     | Reviczky Gábor        |
| Jackie                    | Welker Gábor          |
| Bú                        | Csőre Gábor           |
| Zino                      | Kamarás Iván          |
| Alanta                    | Kiss Eszter           |
| Albert Drollinger, író    | Kristóf Tibor         |
| N.Icely, gonosz tudós     | Laklóth Aladár        |
| Szuzi, a büfé tulajdonosa | Németh Kriszta        |
| Golyva polgármester       | Csuja Imre            |

## Fogadtatás
A filmkritikusok általában a jobban megírt történetet, párbeszédeket és a humort hiányolják, és szóvá teszik a gyerekeknek kevésbé való erőszakos, durva látványvilágot. 5 csillagból 2-t adnak rá.

## Díjak, jelölések
- 2005: Fantasporto, International Fantasy Film Award – „legjobb film” (jelölés)

## Érdekesség
- A sárga színű taxiban a taxis a jobb oldalon ül, ezért valószínűleg Nagy-Britanniában van a történet Földön játszódó része.
- N.Icely-nak (a későbbi gonosz tudósnak) Science Fun („Tudományos móka”) címmel szórakoztató ismeretterjesztő sorozata volt a tévében, amit az Albert által írt sorozat megkezdésekor megszüntettek, mert a nézők elpártoltak tőle. Emiatt az egész emberiségen bosszút akar állni, különböző katasztrófák előidézésével (pl. vulkánkitörés). Ehhez a találmánya tárgyakat képes mozgatni a két világ, a Föld és a Gaya között. A Gayán lévő vulkánból a láva egyenesen a nézők tévékészülékeiből ömlött volna ki.
- Ez az első német gyártású, teljesen CGI-film.
- Michael Kamen zeneszerzőnek ez az utolsó alkotása, a film készítése közben meghalt, a hangszerelést sem tudta teljesen befejezni.[6]